# Бернарт де Вентадорн
Берна́рт де Вентадо́рн (старо-окситанский язык: Bernart de Ventadorn, также de Ventador, del Ventadorn, de Ventedorn; ок. 1125—1140 — ок. 1190—1200) — трубадур, работавший при дворе Алиеноры Аквитанской. Сохранились 45 стихотворений, из них 18 с нотацией.

## Биография
По сведениям средневекового «биографа», Бернарт родился в Лимузене, во владениях замка Вентадорн, где его отец исполнял обязанности слуги, а мать пекла хлеб для обитателей замка; по другой версии, отец был пекарем. Однако, как сказано в том же источнике, «чьим бы сыном он ни был, Господь дал ему красоту, доброе и благородное сердце.., а также разум, знания, куртуазию и красноречие».
Изгнанный из Вентадорна (причиной этого будто бы послужила любовная связь с женой владельца замка), трубадур побывал в Англии, при дворе Алиеноры Аквитанской, и посетил её дочь от первого брака, Марию Шампанскую, двор которой был крупным литературным центром того времени. (Эти события подтверждаются косвенными данными, чего нельзя сказать о многих других фактах биографии Бернарта.)

## Творчество
Творчество Бернарта де Вентадорна принято относить к 1150—1180 гг., иначе говоря — к классической поре поэзии трубадуров. До наших дней сохранились рукописи 45 его стихотворений, причем многие из них известны в большом количестве списков (которых, в среднем, от восьми до пятнадцати), что говорит о большой популярности произведений автора. В рукописях 18 стихотворений приведены ноты.
Бернарт де Вентадорн — наиболее, пожалуй, «ясный» из всех трубадуров XII века. Прекрасно владея поэтической речью и, в частности, стихом (ритмом, рифмой, строфикой, звукописью), он никогда не щеголяет своим мастерством ради одного только мастерства. Оригинальность творческого облика поэта не бросается в глаза. На первый взгляд, автор послушно соблюдает все правила жанра: в его песнях мы найдем изъявления куртуазной любви, славословия знатной донне и т. п. И в то же время в текстах некоторых его кансон встречаются довольно дерзкие, с точки зрения блюстителей куртуазии, высказывания. Так, в песне «Цветут сады, луга зазеленели…» лирический герой делает следующее признание: «Да, для другой, её узнавши еле,// Я кинул ту, что столь нежна со мною» (перевод В. Дынник). В понимании человека того времени, эти слова — тягчайший грех в отношении куртуазии, потому что они затрагивают даже не «церемониал» любовных объяснений, а саму любовь и уважение к «Донне». Те же самые мотивы развиваются и в кансоне «Я был любовью одержим…»

## Публикации текстов
- Бернарт де Вентадорн. Песни / Изд. подг. [пер. со старопровансальского, статья] В. А. Дынник ; примеч. В. А. Дынник, А. Д. Михайлова ; отв. ред. А. Д. Михайлов. — М. : Наука, 1979. — 312 с. — (Литературные памятники / Академия наук СССР ; председатель редколлегии Д. С. Лихачёв). — 50 000 экз.
- Кансона («Уж не вернусь я, милые друзья…») // Хрестоматия по западноевропейской литературе: Литература средних веков (IX—XV вв.) / Составила проф. Р. О. Шор. — М.: Учпедгиз, 1936. — С. 118—119. — 528 с. — 10 000 экз.
- Песни трубадуров : антология / Пер. со старопровансальского, сост., предисл., примеч. А. Г. Наймана. — М. : Наука : Главная редакция восточной литературы, 1979. — 264 с. — 30 000 экз.
- Поэзия трубадуров. Поэзия миннезингеров. Поэзия вагантов : антология / Сост. В. А. Дынник, Л. В. Гинзбурга. — М. : Художественная литература, 1974. — С. 5—28. — 576 с. — (Библиотека всемирной литературы. Сер. первая ; т. 23).
- Прекрасная Дама: Из средневековой лирики : антология / Сост. и прим. А. В. Парина, О. В. Смолицкой ; предисл. А. Д. Михайлова. — М. : Московский рабочий, 1984. — 462 с. — (Однотомники классической литературы).
- Провансальская литература // Зарубежная литература средних веков: Латинская, кельтская, скандинавская, провансальская, французская литературы : хрестоматия / Сост. Б. И. Пуришев. — 2-е изд., испр. и доп. — М. : Просвещение, 1974. — С. 155—178. — 200 000 экз.